# Astragalin
Astragalin ist das 3-O-Glycosid des Kämpferols, welches zur Untergruppe der Flavonole innerhalb der Stoffgruppe der Flavonoide gehört. 

## Vorkommen
Astragalin ist ein sekundärer Pflanzenstoff, der in vielen verschiedenen Pflanzen vorkommt, beispielsweise in Tragant (synonym Astragalus sp.), Rosa agrestis, Aristolochia indica, Cuscuta chinensis, der amerikanischen Kermesbeere, Hopfenextrakt, Goldrutenkraut, Holunderblüten, Lindenblüten, Arnikablüten, Wein und Weintrauben, Tee sowie Heidelbeeren.

## Eigenschaften
Astragalin kommt nicht in Tieren vor. Es besitzt als experimenteller Wirkstoff in Zellkulturen von Säugetierzellen antioxidative und antientzündliche Eigenschaften. Es hemmt die Aktivität von Interleukin-1β, dadurch wird in Folge die von NFκB gemindert und der MAPK-Signalweg gehemmt. Weiterhin hemmt es die Genexpression von Cox-2 und iNOS. Es hemmt die Apoptose in Lungenepithelzellen durch Hemmung der Genexpression von Eotaxin-1 und des MAPK-Signalwegs. Astragalin-Heptaacetat führt dagegen in Zellkulturen von Lungenepithel zu verstärkter Apoptose, die durch Gabe des Antioxidans Acetylcystein wieder aufgehoben wird. Astragalin ist ein 3-O-Glucosid von Kaempferol. 